# Ухов, Иван Анатольевич
Иван Анатольевич Ухов (род. 11 сентября 1995, Соликамск, Россия) — российский профессиональный баскетболист, играющий на позиции атакующего защитника.

## Карьера
Иван начинал заниматься баскетболом в Соликамске, впоследствии переехал в Пермь. Является воспитанником баскетбольного клуба «Парма», за который выступал с момента основания команды в 2012 году. Вместе с командой преодолел путь из Высшей лиги до Единой лиги ВТБ.
11 февраля 2017 года Ухов принял участие в конкурсе трёхочковых бросков в «Матч всех звёзд Единой лиги ВТБ». В первом раунде Иван уступил Райану Брокхоффу со счётом 16:18.
В сезоне 2016/2017 Ухов получил награду «Лучшего молодого игрока» Единой лиги ВТБ. В 24 матчах турнира Иван набирал в среднем 7,9 очка (44,3% с двухочковой дистанции, 37,5% с трехочковой, 76,3% — со штрафных), 3,2 подбора и 1,6 передачи. В Кубке России Ухов стал бронзовым призёром, а так же вошёл в символическую пятёрку турнира.
24 января 2018 года стал известен состав команд на «Матч всех звёзд Единой лиги ВТБ». По итогам голосования болельщиков и СМИ Ухов попал в состав команды «Звёзды России».
В июле 2018 года подписал 3-летний контракт с ЦСКА.
13 декабря 2018 года Ухов принял участие в матче за фарм-клуб ЦСКА в Суперлиге-1. В игре с «Восток-65» (77:84) Иван отметился 19 очками, 5 подборами и 3 передачами.
В сезоне 2020/2021 Ухов провел 59 матчей за ЦСКА в Евролиге и Единой лиге ВТБ и отметился статистикой в 4,5 очка, 1,5 подбора и 1,4 передачи.
В июне 2021 года Ухов подписал с ЦСКА новый контракт по схеме «2+1».
В сезоне 2022/2023 Ухов стал бронзовым призёром Единой лиги ВТБ, бронзовым призёром чемпионата России и серебряным призёром Суперкубка Единой лиги ВТБ.
В сезоне 2024/2025 стал победителем Единой лиги ВТБ, чемпионом России и обладателем Суперкубка Единой лиги ВТБ.
В июне 2025 года Ухов подписал с ЦСКА новый 2-летний контракт.

## Сборная России
Иван имеет опыт выступления за сборные России различных возрастов. Участник чемпионата Европы по баскетболу среди молодёжных команд (до 20 лет) 2015 года. На том турнире команда не смогла выйти из группы и заняла 16 место.
В июне 2017 года Ухов был включён в состав сборной России, составленный по итогам завершившегося «Открытого лагеря РФБ», и принял участие в баскетбольном турнире Спортивных игр БРИКС. Одержав победы над всеми тремя соперниками (ЮАР, Индия и Китай) сборная России стала победителем турнира.
В ноябре 2017 года Иван впервые был вызван в основную сборную России. Прошёл учебно-тренировочный сбор, однако для участия в отборочных матчах чемпионата мира заявлен не был.
В феврале 2018 года Ухов вновь попал в расширенный список игроков сборной России, вызванных для подготовки к февральским отборочным матчам чемпионата мира. Дебютировал в составе сборной 23 февраля в гостевом матче против сборной Франции.
В сентябре 2018 года Ухов принял участие в Кубке Кондрашина и Белова.
В июне 2019 года Ухов был включён в список кандидатов на участие в сборе перед чемпионатом мира-2019, но, из-за полученной травмы левой ноги после неудачного приземления в первом финальном матче Единой лиги ВТБ с «Химками», не смог помочь команде в подготовке. По результатам медобследования перед началом сбора Ухову рекомендовано длительное восстановление, исключающее его участие в тренировках, контрольных матчах и самом чемпионате мира.
В ноябре 2021 года Ухов был включён в расширенный состав сборной России для участия в подготовке к матчам квалификации Кубка мира-2023 со сборными Италии и Исландии.

## Награды
Согласно приказу Министерства спорта РФ №155-нг от 17 октября 2016 года, за победу в Кубке России, Ухову присвоено спортивное звание «Мастер спорта России».

## Достижения

### Клубные
- Чемпион Евролиги: 2018/2019
- Чемпион Единой лиги ВТБ (4): 2018/2019, 2020/2021, 2023/2024, 2024/2025
- Бронзовый призёр Единой лиги ВТБ: 2022/2023
- Обладатель Суперкубка Единой лиги ВТБ (2): 2021, 2024
- Серебряный призёр Суперкубка Единой лиги ВТБ: 2022
- Чемпион России (4): 2018/2019, 2020/2021, 2023/2024, 2024/2025
- Бронзовый призёр чемпионата России: 2022/2023
- Бронзовый призёр Суперлиги-1 дивизион: 2015/2016
- Обладатель Кубка России: 2015/2016
- Бронзовый призёр Кубка России: 2016/2017

### Сборная России
- Чемпион Игр стран БРИКС: 2017